# Bandera de Turingia

La bandera del Estado, adoptada en 1991, es igual que la bandera civil con la adición del escudo de armas de Turingia.

Tanto la bandera civil como la Bandera del Estado federado alemán de Turingia presentan una composición bicolor de blanco sobre rojo, comparable a muchas otras bandera tales como la de Polonia. El diseño es histórico. La bandera del Estado es similar a la bandera civil, excepto que en el centro se muestra el nuevo escudo de armas de Turingia.

## Generalidades
Como muchas banderas de los estados federados alemanes, las medidas más comunes utilizadas comercialmente son 3:5, aunque en la ley se afirma que debe ser "por lo menos 1:2".
La bandera bicolor civil de blanco sobre rojo era utilizada antes de la II Guerra Mundial y fue formalmente abolida en 1935, bajo las reformas del Tercer Reich. Fue readoptada en 1946 cuando Turingia se convirtió en estado otra vez, y abolida en 1952 bajo las reformas de gobierno de la República Democrática Alemana. Cuando Alemania fue reunificada, Turingia se convirtió en estado de nuevo, y así la bandera fue finalmente readoptada en 1991, habiendo sido un símbolo muy utilizado durante las manifestaciones en la República Democrática Alemana en 1989/90. Fue inmediatamente aceptada como Landesflagge después de la reunificación y el restablecimiento de Turingia como estado el 3 de octubre de 1990. La primera regulación legal fue la ley Gesetz über die Hoheitszeichen de 30 de enero de 1991.
Las nuevas armas de Turingia son las antiguas armas del Landgraviato de Turingia, con un par de alteraciones. Por causa de las similitudes entre los escudos de armas de Hesse y Turingia, las banderas aparecen similares también.